# Alfons Nossol
Alfons Nossol (* 8. srpna 1932 Brożec, Německá říše) je polský římskokatolický církevní představitel a teolog, v letech 1977–2009 biskup opolský a titulární arcibiskup.

## Život
Alfons Nossol se narodil v národnostně nevyhraněné rodině v Horním Slezsku. Vystudoval Vyšší duchovní seminář v Nise a 23. června 1957 jej opolský administrátor Franciszek Jop vysvětil na kněze. Nossol pokračoval ve studiu na Katolické univerzitě v Lublinu, které ukončil roku 1962 doktorskou prací  Nauka Jana Hessena o augustyńskiej teorii poznania Boga (Nauka Jana Hessena o augustinské teorii poznání Boha). V letech 1961–1969 přednášel na niském semináři, od roku 1969 pak na Katolické univerzitě v Lublinu, konkrétně na ústavu dogmatické teologie a ústavu ekumenismu. Habilitoval se roku 1976 prací Chrystologia Karola Bartha i jej wpływ na teologię katolicką (Christologie Karla Bartha a její vliv na katolickou teologii). Roku 1982 se stal mimořádným a roku 1988 řádným profesorem teologie.
Po smrti dosavadního opolského biskupa Franciszka Jopa (1976) byl jeho nástupcem dne 25. června 1977 jmenován právě Nossol. 17. srpna téhož roku byl vysvěcen polským primasem kardinálem Stefanem Wyszińskim a uveden do opolské katedrály. Za biskupské heslo si zvolil Veritatem facere in caritate (Činit pravdu v lásce).
Biskup Nossol má zvláštní zásluhy o zřízení Opolské univerzity. Již dříve přes nesouhlas oficiálních orgánů zřídil v Opolí pobočku Katolické univerzity v Lublinu. Ta se roku 1994 spojila se stávající samostatnou pedagogickou fakultou v Opolí a dala tak vznik Opolské univerzitě. Nossol nadále působil jako profesor a velký kancléř její teologické fakulty.
Biskup Nossol dlouhodobě pracoval na polsko-německém smíření na mezinárodním poli i uvnitř své diecéze. Již roku 1965 se účastnil na přípravě dopisu polských biskupů německým. Roku 1980 umožnil první poválečnou bohoslužbu v Horním Slezsku v německém jazyce, kterou na Hoře sv. Anny odsloužil augsburský biskup Josef Stimpfle. Významně se zasloužil o zřízení památníku na zámku v Krzyżowe (německy Kreisau), který byla za II. světové války dějištěm schůzek německého protihitlerovského odporu. Sem pozval v listopadu 1989 německého kancléře Helmuta Kohla a polského předsedu vlády Tadeusze Mazowieckého a „Mši smíření“.
Zvláštním osobním vyznamenáním bylo jmenování arcibiskupem ad personam dne 12. listopadu 1999 papežem Janem Pavlem II. Papež si přál příchod biskupa Nossola do Říma ve funkci kardinála, ten však preferoval zůstat v Opolí. Působil však jako člen Papežské rady pro jednotu křesťanů a papežských smíšených komisí pro teologický dialog mezi církvemi katolickou a pravoslavnou a mezi církvemi katolickou a luterskou. Arcibiskup Nossol působil rovněž v polské biskupské konferenci, jako člen její stálé rady a vědecké rady a jako předseda její rady pro ekumenismus (1980–2006).
Roku 2007 dosáhl kanonického věku 75 let a rezignoval na biskupskou hodnost, papež Benedikt XVI. však rezignaci nepřijal a prodloužil Nossolovo působení o další dva roky. Roku 2009 se arcibiskup vzdal definitivně vedení opolské diecéze a sám vysvětil svého nástupce, biskupa Andrzeje Czaju.

## Knihy
Výběr z knih arcibiskupa Nossola
- Das Phänomen Kirche in Polen (Fenomén církve v Polsku), 1982
- Przez prawdę do miłości. Ewangeliczna wierność Słowu Bożemu (Pravdou k lásce. Evangelická věrnost Božímu Slovu), 1994
- O europejskiej wieży Babel (O evropské babylónské věži), 1997
- Die Rolle der Kirche bei der Integration in Schlesien nach der Wende 1989 (Úloha církve při integraci ve Slezsku po převratu 1989), 1997
- Überwindung nationaler Gegensätze. Der Beitrag der Kirche zur deutsch-polnischen Verständigung und das Minderheitenproblem heute (Překonání národních protiv. Příspěvek církve k německo-polskému porozumění a problém menšin dnes), 1997
- Schlesien, ein Land von drei Kulturen. Chancen der Versöhnung (Slezsko, země tří kultur. Šance smíření), 1998
- Brücken bauen. Wege zu einem christlichen Europa von morgen (Stavěti mosty. Cesty ke křesťanské Evropě zítřka), 2002
- Ekumenia w Kościele rzymskokatolickim w Polsce (Ekumenismus v Římskokatolické církvi v Polsku), 2003
- Lux ex oriente, 2004
- Arcybiskup Nossol: Miałem szczęście w miłósci (Arcibiskup Nossol: Měl jsem štěstí v lásce), 2007, autobiografie.

## Ceny a vyznamenání
- 1993 stal se prvním příjemcem Evropské ceny sv. Oldřicha (Europäischer St.-Ulrichs-Preis) udělovaným Evropskou nadací sv. Oldřicha v Dillingen an der Donau
- 1996 vyznamenán cenou Lux ex Silesia
- 1997 vyznamenán Augsburskou cenou míru [2][6]
- 13. prosince 2003: vyznamenán řádem „Missio Reconciliationis”[7]
- 2005 vyznamenán Německo-polskou cenou (Deutsch-Polnische Preis)[2][3]
- 4. prosince 2007: získal medaili „Za zásluhy o Katolickou univerzitu v Lublinu”
- 19. října 2008: vyznamenán komturským křížem Řádu Polonia Restituta
- 2008 získal zlatou medaili "Mérite Européen" [8]
- 17. července 2009: vyznamenán Medailí za zásluhy o kulturu Gloria Artis
- 8. prosince 2009: vyznamenán velkým křížem s hvězdou Záslužného řádu Spolkové republiky Německo[2][9]
- 22. ledna 2010 vyznamenán Cenou Klause Hemmerleina (Klaus-Hemmerlein-Preis)[3]
- 23. června 2010: vyznamenán Německou národní cenou [3]

Arcibiskup Nossol je také doktor honoris causa univerzit v Bamberku, Münsteru, Mohuči, Opolí, Křesťanské teologické akademie ve Varšavě a Papežské teologické fakulty ve Vratislavi.